# Phong trào áo gi lê vàng
Phong trào gilê vàng (tiếng Pháp: Mouvement des gilets jaunes, phát âm [ʒilɛ ʒon]), là một phong trào phản đối bắt đầu với các cuộc biểu tình ở Pháp vào thứ bảy, 17 tháng 11 năm 2018 và sau đó lan sang các quốc gia lân cận (ví dụ: Ý (tiếng Ý: gilet gialli), Bỉ và Hà Lan (tiếng Hà Lan: gele hesjes)).
Bị kích thích bởi sự tăng giá nhiên liệu, chi phí sinh hoạt cao, và tuyên bố rằng gánh nặng không cân xứng của cải cách thuế của chính phủ rơi vào các tầng lớp trung lưu và tầng lớp lao động  (đặc biệt là ở nông thôn và khu vực bán thành thị), người biểu tình kêu gọi chấm dứt những thay đổi đó và sự từ chức của Tổng thống Pháp, Emmanuel Macron.
Phong trào này đã được nhìn thấy rất rõ ở các thành phố của Pháp, nhưng cũng có tiếng vang rộng hơn bình thường vì các khu vực nông thôn đã được huy động bất thường trong cuộc biểu tình này. "Áo vest màu vàng" đã được chọn làm biểu tượng vì tất cả người lái xe theo quy định của pháp luật — từ năm 2008 - phải có áo khoác có khả năng nhìn thấy cao trong xe khi lái xe. Kết quả là, áo khoác phản quang đã trở nên phổ biến rộng rãi, rẻ tiền và mang tính biểu tượng.